# 52Nijmegen

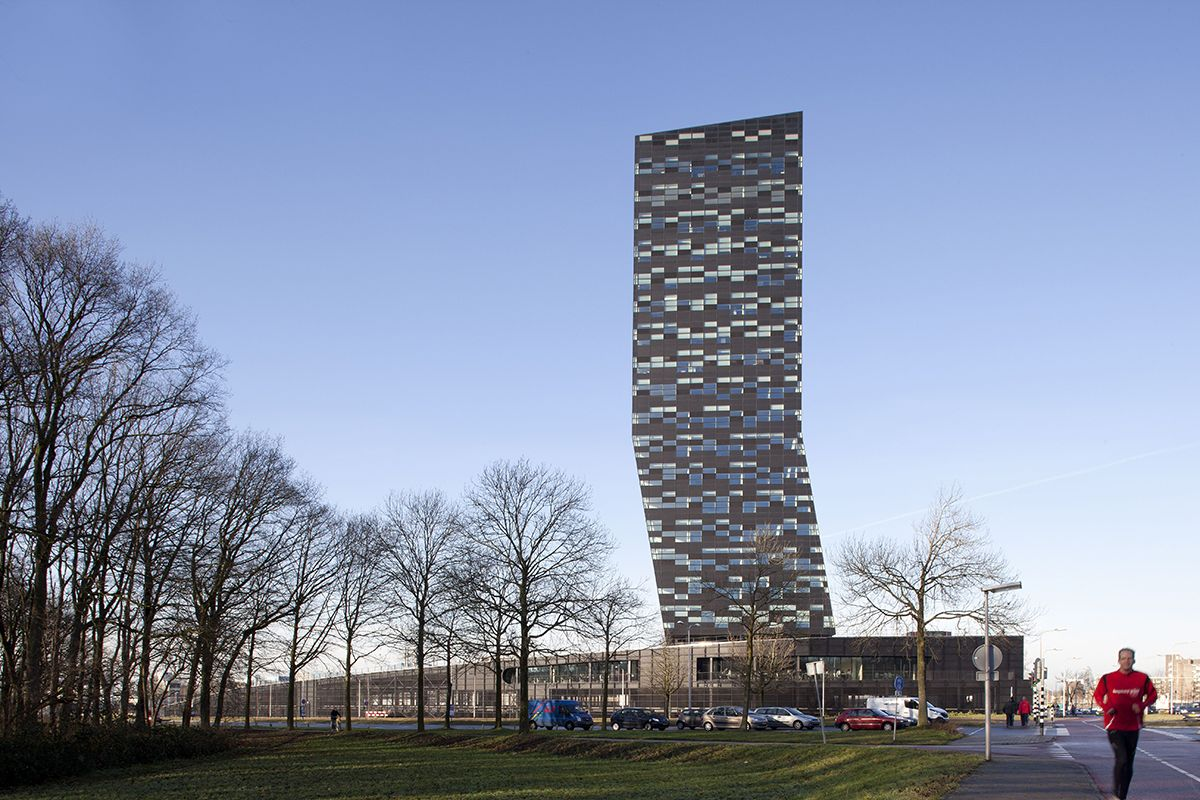
52Nijmegen

52Nijmegen (bis 2017 FiftyTwoDegrees) ist ein auffallendes Bürogebäude auf dem Novio Tech Campus in Nijmegen-Goffert, Niederlande. Es ist 86 Meter hoch bei 18 Stockwerken. Das Hochhaus steht auf einem schrägen, grasbewachsenen Plateau, das als Parkhaus dient. Die unteren Stockwerke stehen schräg, während die oberen senkrecht errichtet sind. Die Fassade soll an Pixel eines Bildschirms erinnern. Der Name bezieht sich auf den 52. Breitengrad, das Gebäude steht allerdings leicht abseits davon.
Das Hochhaus wurde nach Plänen von Francine Houben und Francesco Veenstra errichtet und 2008 eröffnet.